# Forró rágógumi, avagy ilyen az eszkimó citrom
A Forró rágógumi, avagy ilyen az eszkimó citrom (ivritül אסקימו לימון, németül Eis Am Stiel, angolul Eskimo Lemon vagy Lemon Popsicle) 1978-as izraeli erotikus vígjáték. A Forró rágógumi-sorozat első darabja. A sorozatnak további nyolc folytatása készült. Később kultuszfilmmé vált.
A Forró rágógumi vetítése a nyolcvanas évek elején mérföldkőnek számított, témája miatt, ami mi lehetne más, mint a szerelem és a szex. A fiatalok azon próbálkozása, hogy minél előbb ágyba bújjanak valakivel, és azáltal felnőtté váljanak.

## Történet
Benji, Bobby és Huey 17 évesek, a férfikor küszöbén. Napjaikat Montanánál, a helyi fagylaltosnál töltik. Bobby a legmagabiztosabb közülük. Amikor az iskolába új lány érkezik, Nikki, Benji beleszeret és randizni akar vele, de úgy tűnik, hogy a lánynak Bobby tetszik. Benji tudja, hogy Bobby nem szerelmes Nikkibe, és tudja, hogy csak ki akarja használni, és ez dühíti Benjit. Nikki átlát Bobbyn, de még mindig szereti. Az első közösen töltött éjszakájuk után Nikki terhes lesz, de Bobby tudomást sem akar venni róla. Nikki elmondja Benjinek, hogy teherbe esett Bobby-tól, és segítséget kér tőle. Amíg a többiek egy iskolai kiránduláson vannak, Benji, a szeretett dolgait eladva összegyűjti az abortuszra szükséges pénzt, és elviszi az orvoshoz Nikkit, eközben Benji nagymamájának házában laknak. Bevallja Nikkinek, hogy szereti. Benji abban a hitben, hogy Nikki viszontszereti, rendel neki egy gravírozott medált a születésnapjára, hogy bizonyítsa a szerelmét iránta. Elviszi a medált Nikkinek, de ő már Bobbyval ölelkezik. Benji összetört szívvel távozik.

## Szereplők
| Szerep                 | Színész            | Magyar hang     |
| ---------------------- | ------------------ | --------------- |
| Benji / Bentzi         | Yftach Katzur      | Csőre Gábor     |
| Bobby / Momo           | Jonathan Sagall    | Markovics Tamás |
| Huey / Yudale          | Zachi Noy          | Kerekes József  |
| Martha / Bracha        | Rachel Steinerl    | Simonyi Piroska |
| Romek, Benji apja      | Menashe Warshavsky | Forgács Gábor   |
| Sonja, Benji anyja     | Dvora Kedar        | Illyés Mari     |
| Niki / Nili            | Anat Atzmon        | Roatis Andrea   |
| Stella                 | Ophelia Shtruhl    | Bessenyei Emma  |
| Patikus                | Louis Rosenberg    |                 |
| Jég árus               | Yehoshua Luff      | Verebély Iván   |
| Victor / Froggy        | Avi Hadash         | Szokol Péter    |
| Vera néni / Fanny néni | Olga Spondorf      | Várnagy Katalin |
| Doris / Sally          | Ariella Rabinovich | Zsigmond Tamara |
| Orvos                  | Savich Goldreich   | Versényi László |
| Tanárnő                | Rita Raish         | Andresz Kati    |
| Rita                   | Mira Birenbaum     | Dögei Éva       |
| Tanár                  |                    | Rosta Sándor    |
| Sissi, a kurva         | Denise Bouzaglo    | Némedi Mari     |
| Leah                   | Ronit Hayon        |                 |
| Doris, lány a party-n  | Ariella Rabinovich |                 |

## Soundtrack
- Little Richard – Long Tall Sally
- Bill Haley – Rock Around The Clock
- The Chordettes – Lollipop
- Little Richard – Tutti Frutti
- Paul Anka – Put Your Head On My Shoulder
- Bobby Vinton – Mr Lonely
- Paul Anka – Diana
- Paul & Paula – Hey Paula
- Brian Hyland – Sealed With A Kiss

## Díjak, jelölések

### Berlini Nemzetközi Filmfesztivál(1978)
- jelölés: Arany Medve (Boaz Davidson)

### Golden Globe-díj(1979)
- jelölés: legjobb idegen nyelvű film